# Yohan Durand
Pour l’article ayant un titre homophone, voir Johann Durand.
Pour les articles homonymes, voir Durand.
Yohan Durand (né le 14 mai 1985 à Bergerac) est un athlète français spécialiste des courses de fond et de demi-fond, licencié au Bergerac Athlétique Club

## Biographie
Originaire de Monbazillac, fils de viticulteurs, il n’a débuté l’athlétisme qu’à 15 ans. Ancien footballeur notamment, il s’est rapidement tourné vers le demi-fond. Entraîné par Pierre Messaoud, il est devenu vice-champion d’Europe espoirs du 1 500 m en 2007. Capable de briller du 3 000 m en salle, au semi-marathon en passant par le cross-country, il a mis ses études entre parenthèses, après avoir obtenu un BTS agricole technico-commercial option boissons, vins et spiritueux, pour se consacrer pleinement à l’athlétisme.
En 2004, il connaît sa première sélection en Équipe de France pour les championnats du monde de cross-country. Il termine 62e de la course junior. En 2007, il remporte la médaille d'argent du 1 500 m lors des Championnats d'Europe espoirs de Debrecen derrière l'Espagnol Álvaro Rodriguez. En 2010, il se classe 43e des Championnats du monde de semi-marathon.
En 2011, il termine 7e des Championnats d'Europe en salle sur le 3 000 m à Paris. En mars 2012, lors des Championnats du monde d'athlétisme en salle, il est éliminé en demi-finale du 3 000 m.
En juin 2012, il échoue au pied du podium lors du Championnats d'Europe, battu de seulement 2 centièmes de seconde par le Turc Polat Kemboi Arıkan. En 2015, il quitte la piste pour se lancer sur la distance du Marathon. Il est sélectionné en équipe de France pour le championnat d'Europe de Marathon à Berlin. Opéré en 2019 du tendon d'Achille, il revient en 2021 pour battre le Record de France Master du 5km à Barcelone, battre son record lors du marathon de Paris en 2h09m21 et devenir champion de France de Semi-marathon.

### Palmarès
| Date | Compétition                                    | Lieu                   | Résultat       | Épreuve       | Performance     |
| ---- | ---------------------------------------------- | ---------------------- | -------------- | ------------- | --------------- |
| 2004 | Championnats du monde juniors de cross-country | Bruxelles              | 62e            | cross-country |                 |
| 2004 | Championnats d'Europe juniors de cross-country | Heringsdorf            | 17e            | cross-country |                 |
| 2006 | Championnats d'Europe espoirs de cross-country | San Giorgio su Legnano | 27e            | cross-country |                 |
| 2007 | Championnats d'Europe espoirs                  | Debrecen               | 4e             | 5000 m        | 13 min 54 s 37  |
| 2007 | Championnats d'Europe espoirs                  | Debrecen               | 2e             | 1 500 m       | 3 min 44 s 38   |
| 2007 | Championnat d'Europe de cross-country          | Toro                   | 13e            | cross-country |                 |
| 2009 | Championnats du monde de cross-country         | Amman                  | 102e           | cross-country |                 |
| 2010 | Semi-marathon de Lille                         | Lille                  | 14e            | semi-marathon | 1 h 03 min 43 s |
| 2010 | Championnats du monde de semi-marathon 2010    | Nanning                | 43e            | semi-marathon | 1 h 06 min 29 s |
| 2011 | Championnats d'Europe en salle                 | Paris                  | 7e             | 3 000 m       | 8 min 02 s 40   |
| 2012 | Championnats du monde d'athlétisme en salle    | Istanbul               | Demi-Finaliste | 3 000 m       | 7 min 59 s 10   |
| 2012 | Championnats d'Europe                          | Helsinki               | 4e             | 5 000 m       | 13 min 32 s 65  |
| 2015 | Championnats d'Europe de cross                 | Hyères                 | 8e             | Individuel    | 30 min 20 s     |
| 2015 | Championnats d'Europe de cross                 | Hyères                 | 2e             | Par équipes   |                 |
| 2015 | Marathon de Paris                              | Paris                  | 15e            | marathon      | 2 h 14 min      |
| 2017 | Marathon de Paris                              | Paris                  | 16e            | marathon      | 2 h 14 min 07 s |
| 2018 | Championnats d'Europe                          | Berlin                 | 31e            | marathon      | 2 h 19 min 33   |
| 2021 | Milano City Marathon                           | Milan                  | 21e            | marathon      | 2 h 12 min 27   |
| 2021 | Championnat de France                          | Langueux               | 3e             | 10km          | 28 min 32       |
| 2021 | Championnat de France                          | Les sables d'olonnes   | 1er            | Semi marathon | 1h 03 min 17    |
| 2021 | Marathon de Paris                              | Paris                  | 15e            | Marathon      | 2h 09 min 27    |
| 2021 | Cursa dels Nassos                              | Barcelone              | 6e             | 5km           | 13min 39        |
| 2025 | Championnats de France de cross-country        | Challans               | 1er            | cross-country | 30min29         |
| 2025 | Marathon de Paris                              | Paris                  | 17e            | Marathon      | 2h 14 min 44    |

#### Autres
- Champion d'Aquitaine de cross long en 2005
- Champion d'Île-de-France de cross long en 2009 et 2010
- Champion de France d'athlétisme sur 5 000 m en 2012
- Champion de France de semi-marathon en 2021[1].

### Records
| Épreuve      | Épreuve      | Performance    | Lieu                 | Date              |
| ------------ | ------------ | -------------- | -------------------- | ----------------- |
| 1 000 mètres | En plein air | 2 min 20 s 62  | Strasbourg           | 2 juillet 2008    |
| 1 500 mètres | En plein air | 3 min 38 s 12  | Sotteville-lès-Rouen | 2 juillet 2011    |
| 1 500 mètres | En salle     | 3 min 39 s 36  | Metz                 | 29 février 2012   |
| 3 000 mètres | En plein air | 7 min 46 s 46  | Metz                 | 27 juin 2011      |
| 3 000 mètres | En salle     | 7 min 44 s 46  | Bordeaux             | 28 janvier 2012   |
| 5 000 mètres | En plein air | 13 min 17 s 90 | Villeneuve-d'Ascq    | 9 juin 2012       |
| 5km          | Route        | 13 min 39      | Barcelone            | 31 décembre 2021  |
| 10km         | Route        | 28 min 15      | Valence              | 9 janvier 2022    |
| Semi         | Route        | 1 h 03 min 17  | Les Sables-d'Olonne  | 19 septembre 2021 |
| Marathon     | Route        | 2 h 09 min 21  | Paris                | 17 octobre 2021   |